# 유국헌

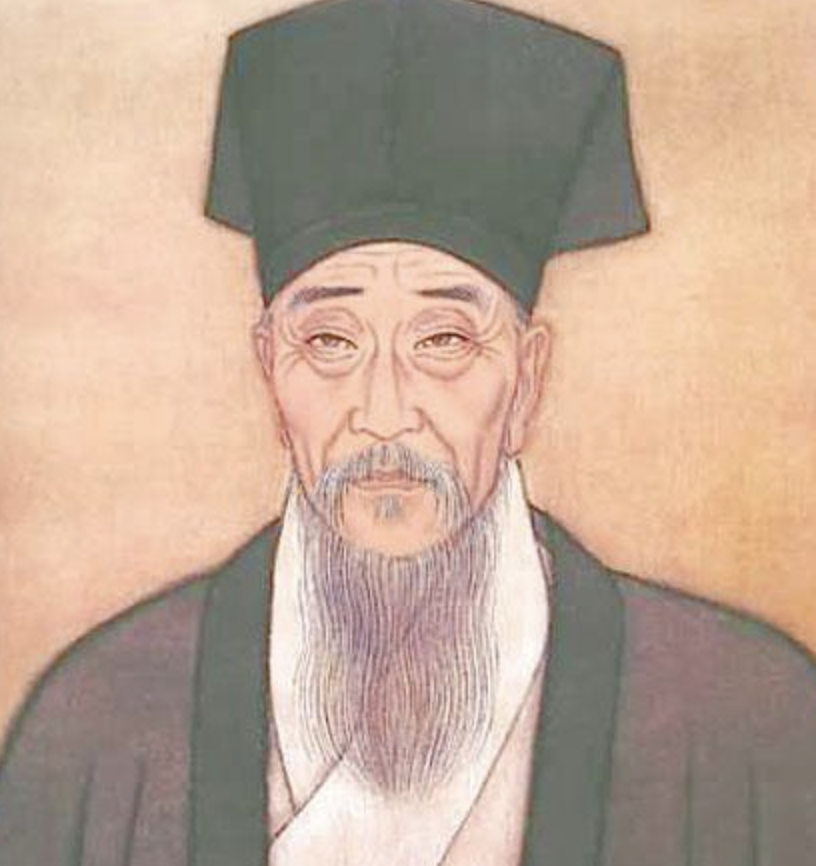
유국헌

유국헌(劉國軒, 1629년 ~ 1693년)은 동녕국의 장수이며, 무평후(武平候)에 봉해졌다. 동녕국의 2대 왕 정경(鄭經)이 복건성 연안지역인 해징(海澄)을 공격하게 하자 오랜 공방전 끝에 1678년 해징을 점령하는 공을 세웠다.
풍석범(馮錫範)이 정극장(鄭克藏)을 암살하고 자신의 사위 정극상(鄭克塽)을 왕으로 세웠는데 이때 유국헌은 풍석범을 지지했다. 그러나 풍석범이 백성을 괴롭게 하는 정책들을 실시하여 민심을 잃었고 관리들 중에서도 청나라와 내통하는 자들이 생겨났다. 청나라가 내통자가 알려준 정보를 토대로 펑후 제도(澎湖諸島)를 공격하려 하자 정씨왕국에서는 유국헌으로 하여금 주력군을 이끌고 펑후 제도를 지키도록 했다. 유국헌은 펑후 제도를 공격해 온 청나라 장수 시랑(施琅)과 싸웠으나 크게 패하여 병력과 전함의 대부분을 잃었다.
펑후 제도에서의 대패로 주력군이 궤멸되자 동녕국의 사기는 크게 떨어져 곳곳에서 청나라에 항복하는 자들이 생겨났다. 유국헌은 정극상에게 대세가 기울었으니 청나라에 항복할 것을 건의하였고, 결국 정극상이 청나라에 항복하여 동녕국은 멸망했다. 유국헌은 정극상을 설득하여 청나라에 항복하게 했다는 공로로 인해 천진총병(天津總兵)에 임명되었다.